# Čchongsong

Umístění Čchongsongu

Čchongsong (korejsky 청송군) je okres v Jižní Koreji. Nachází se ve střední části území, v provincii Severní Kjongsang. Na rozloze 842,45 km² tu žije přibližně 31 300 obyvatel.

## Sport
V letech 2013-2016 se zde konal světový pohár v ledolezení.